# Brewmeister Brewery
Brewmeister Brewery is een Schotse microbrouwerij in Aboyne (Aberdeenshire).

## Geschiedenis
De microbrouwerij werd opgericht in de zomer van 2011 door Lewis Shand en enkele vrienden, hobbybrouwers sinds hun jeugd. Ze brouwen zowel lokale bieren (traditionele Schotse ales) als zogenaamde Craft Beers voor de internationale markt.
In oktober 2012 bracht de brouwerij het bier Armageddon op de markt, een bier met een alcoholpercentage van 65%, gebrouwen volgens de Eisbock-methode. Daarmee verbrak de brouwerij het record van zwaarste bier, dat voorheen in handen was van de Schotse brouwerij BrewDog met The End of History, een eenmalig gebrouwen bier met een alcoholpercentage van 55%. In oktober 2013 werd opnieuw het record van sterkste bier verbroken met het bier Snake's Venom dat een alcoholpercentage van 67% heeft.
De claim van sterkste bier ter wereld werd teniet verklaard toen zowel uit labanalyses als uit bekentenissen door de brouwers gebleken zou zijn dat er ethanol (zuivere alcohol) aan het bier werd toegevoegd om het alcoholpercentage zo hoog te krijgen. In het geval van Brewmeister mag het daardoor volgens de Britse wetgeving niet langer als bier getaxeerd en dus ook niet verkocht worden.

## Bieren
- Brewmeister Blonde, blond bier met een alcoholpercentage van 4%
- Brewmeister Ten, bruin bier met een alcoholpercentage van 10,1%
- Deeside Pale Ale amber bier met een alcoholpercentage van 4%
- Lochnagar Spray, amberkleurig bier met een alcoholpercentage van 5%
- Brewmeister Armageddon, donkerbruin bier met een alcoholpercentage van 65%
- Snake's Venom, bruin bier met een alcoholpercentage van 67%